# Achille Daroux

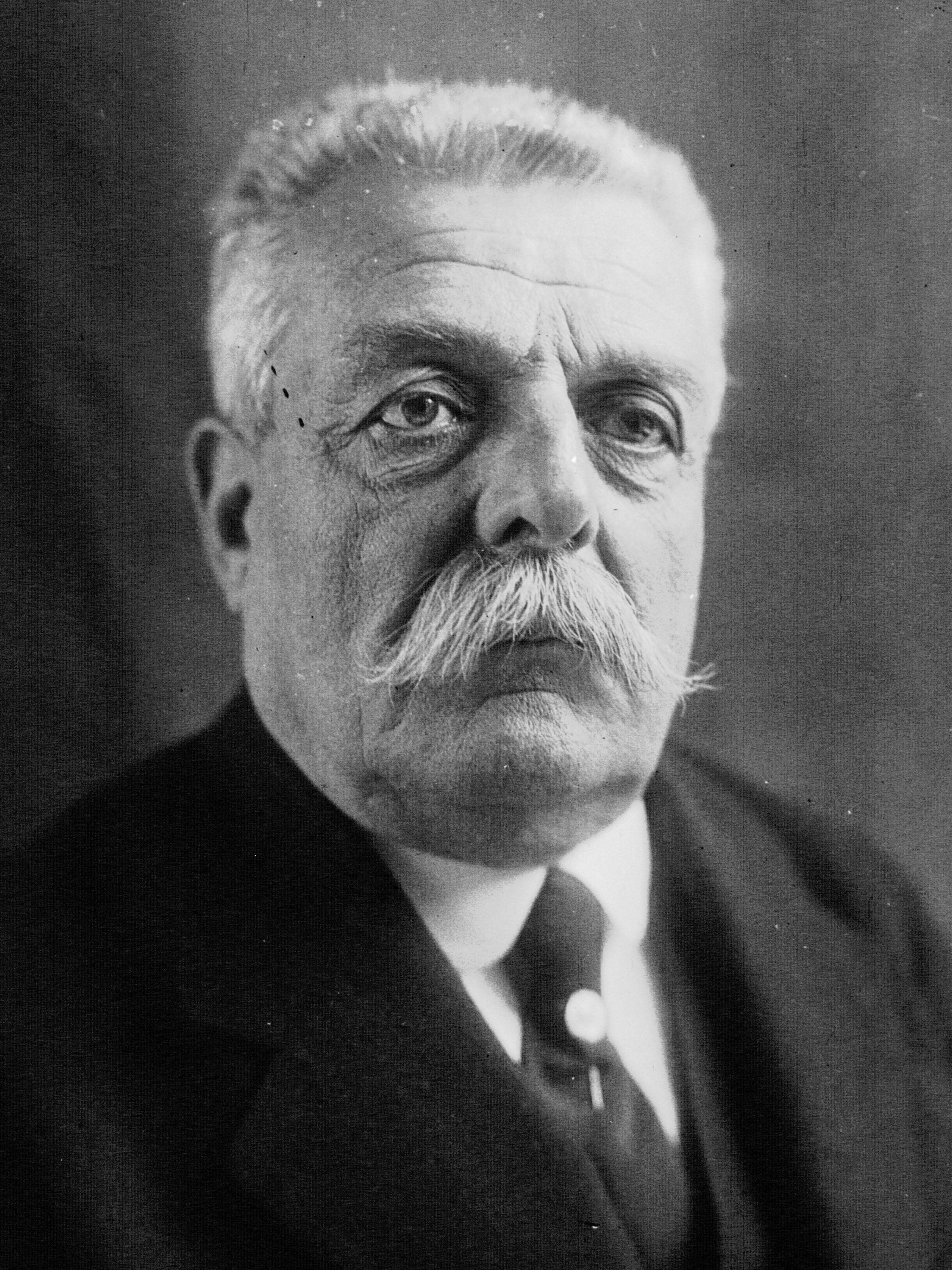
Achille Daroux 1932

Achille Daroux (* 25. Juli 1866 in Saint-Prouant; † 25. April 1953 Maillezais) war ein französischer Politiker. Er gehörte zu den achtzig Abgeordneten, die gegen die diktatorischen Vollmachten für Philippe Pétain stimmten.

## Leben
Achille Daroux war der Sohn eines Lehrers und studierte in Bordeaux Medizin. Nach seiner Promotion ging er zurück in die Vendée, um dort zu praktizieren.
1904 wurde er zum Gemeinderat von Maillezais gewählt und bis zu seinem Tod ständig wiedergewählt. 1906 wurde er Generalrat des Kantons Maillezais, ein Amt, das er ohne Unterbrechung bis 1940 ausübte. Von 1930 bis 1935 war er Bürgermeister und Vorsitzender des Verbands der radikalen Partei in der Vendée.
Im Jahr 1932 wurde er zum Abgeordneten gewählt und 1936 wiedergewählt. Während seiner beiden Mandate gehörte der Abgeordnete Daroux dem Ausschuss für Hygiene und dem Ausschuss für Post, Telefon und Telegrafie an.
Am 10. Juli 1940 stimmte er gegen die Vollmachten für Philippe Pétain. Anschließend engagierte er sich in der Résistance und gehörte dem Comité départemental de Libération an.
Er wurde zum Ritter der Ehrenlegion ernannt. In Maillezais ist eine Büste von ihm aufgestellt.